# Tutaibo fucosus
Tutaibo fucosus là một loài nhện trong họ Linyphiidae.
Loài này thuộc chi Tutaibo. Tutaibo fucosus được Eugen von Keyserling miêu tả năm 1891.